# Children of the Revolution (film fra 2010)
Children of the Revolution er en dokumentarfilm fra 2010 af den irske filmmager Shane O'Sullivan om Ulrike Meinhof og Fusako Shigenobu, lederne af den tyske Rote Armee Fraktion og den japanske røde armé.
Inspireret af studenteroprøret i 1968 og rystet over tabet af liv i Vietnam, forsøgte Meinhof og Shigenobu at bekæmpe den kapitalistiske magt gennem en verdensrevolution. De rejste til Mellemøsten for at træne sammen med palæstinensiske militante og blev, sammen med Leila Khaled, de ledende kvindelige revolutionære i deres tid.
Forfatterne og journalisterne Bettina Röhl og Mei Shigenobu undersøger deres mødres, Ulrike og Fusakos liv, og giver et unikt indblik i to af de mest berygtede terrorister i nutidig historie. Efter at have været på flugt eller været kidnappet, da deres mødre gik under jorden, kom May og Bettina gennem en vanskelig barndom, og lever nu deres egne ekstraordinære liv. Med en kapitalisme der endnu engang er i krise, reflekterer de over deres mødres handlinger og som filmen spørger: hvad kæmpede de for og hvad har vi lært?
Optaget i Tokyo, Beirut, Jordan og Tyskland, fortæller filmen historien om Meinhof og Shigenobu gennem døtrenes øjne med brug af sjældent arkivmateriale af studenterprotester og fra guerilla-træningslejre i Tyskland, Japan og Mellemøsten.
Filmen havde premiere ved International Documentary Film Festival Amsterdam i november 2010 og er blevet vist ved flere internationale festivaler. Den havde TV-premiere på den tyske kanal Westdeutscher Rundfunk den 30. maj 2011 og blev udgivet på DVD i Storbritannien i september 2011.